# Desert Combat
Desert Combat – modyfikacja sieciowa stworzona do gry Battlefield 1942 przez Trauma Studios.

## Opis
Akcja Desert Combat dzieje się na Bliskim Wschodzie podczas słynnej operacji Pustynna Burza. Gracz ma do wyboru dwie strony konfliktu: Stany Zjednoczone oraz Irak. Wybór ten ma znaczenie, ponieważ obie z wymienionych stron dysponują różnym wyposażeniem oraz celami do osiągnięcia na poszczególnych mapach. Sama walka nie różni się zbytnio od tej z podstawowego Battlefielda. Wybór klasy postaci, menu rozkazów, mapa, wszystko na swoim miejscu.

## Nowości w grze
Desert Combat to przede wszystkim nowy sprzęt i mapy (nowe i przerobione z podstawowego Battlefielda).
Z większych nowości należy wymienić helikoptery, które na wielu mapach odgrywają dużą rolę.

## Spis pojazdów

### Stany Zjednoczone
- czołg M1A1 Abrams
- bojowy wóz piechoty M2A3 Bradley
- samobieżna artyleria przeciwlotnicza M163 Vulcan
- pojazd Humvee z wyrzutnią rakiet TOW
- pojazd Humvee z karabinem maszynowym M2
- pojazd DPV
- wieloprowadnicowa wyrzutnia rakiet M270 MLRS
- samobieżna haubica M109
- samolot szturmowy A-10 Thunderbolt II
- myśliwiec bombardujący F-14 Tomcat
- myśliwiec wielozadaniowy F-15 Eagle
- myśliwiec przechwytujący F-16 Falcon
- śmigłowiec szturmowy AH-64 Apache
- śmigłowiec transportowy UH-60 Blackhawk
- śmigłowiec ratunkowy UH-60Q Blackhawk Medevac
- śmigłowiec wielozadaniowy UH-60L Battlehawk
- ciężki samolot szturmowy AC-130 Gunship
- niewykrywalny myśliwiec bombardujący F-117 Nighthawk

### Irak
- czołg T-72
- bojowy wóz piechoty BMP-2
- pojazd zwiadowczy BRDM-2
- pojazd zwiadowczy BRDM-2 z wyrzutnią rakiet AT-5 Spandrel
- samobieżne artyleria przeciwlotnicza ZSU-23-4 Szyłka
- samobieżna wyrzutnia rakiet przeciwlotniczych Pancir-S1
- samobieżna haubica 2S1 Goździk
- samobieżna wyrzutnia rakiet SCUD Launcher
- wieloprowadnicowa wyrzutnia rakiet BM-21 Grad
- ciężarówka Ural-375D
- pick-up z karabinem maszynowym
- pick-up z granatnikiem przeciwpancernym
- myśliwiec wielozadaniowy MiG-29 Fulcrum
- samolot szturmowy Su-25 Frogfoot
- myśliwiec przechwytujący Mirage F1
- śmigłowiec szturmowy Mi-24 Hind
- śmigłowiec transportowy Mi-8 Hip
- śmigłowiec wielozadaniowy SA341 Gazelle